# Ahmed Fathi
Ahmed Fathi, scritto anche Fathy (in arabo حمد فتحي‎?; Banha, 10 novembre 1984), è un ex calciatore egiziano, di ruolo difensore.
Icona del calcio egiziano, con la selezione dei Faraoni - con cui vanta 136 presenze, si è laureato Campione d'Africa per tre edizioni consecutive.
Pilastro della rosa dell'Al-Ahly, con la società egiziana - parentesi intervallata dalle esperienze in Inghilterra e Medio Oriente - ha vinto 22 trofei, tra cui undici campionati egiziani (12, incluso quello vinto con l'Ismaily) e tre Coppe dei Campioni d'Africa.

## Caratteristiche tecniche
Terzino destro, in grado di fornire - grazie alla propria versatilità  - più soluzioni al proprio allenatore. In caso di necessità è stato infatti adattato a vertice basso di centrocampo o a difensore centrale. Tra le sue doti spiccano corsa, precisione nei cross e senso della posizione.

## Carriera

### Club
Il 24 gennaio 2007 - dopo aver trascorso cinque stagioni e mezzo nell'Ismaily - viene tesserato dallo Sheffield United per 700.000 sterline, firmando un contratto di tre anni e mezzo. Esordisce in Premier League il 10 febbraio contro il Tottenham, subentrando al 72' al posto di Colin Kâzım-Richards.
Il 10 settembre 2007 passa all'Al-Ahly per 675.000 sterline, sottoscrivendo un contratto quadriennale. Impossibilitato a giocare con gli egiziani fino a gennaio, il 26 settembre viene ceduto in prestito al Kazma, in Kuwait.
Il 31 gennaio 2013 passa in prestito per sei mesi all'Hull City, in Championship. Esordisce con i Tigers il 16 febbraio in Hull City-Charlton (1-0), sostituendo Paul McShane al 57'. Conclude l'annata - terminata con la promozione in Premier League - con 7 presenze.
Il 28 luglio 2015 - dopo una breve parentesi in Qatar - torna a indossare la divisa dell'Al-Ahly, legandosi alla società egiziana per mezzo di un contratto valido fino al 2018. L'11 aprile 2020 si accorda a parametro zero con il Pyramids.

### Nazionale
Esordisce con la selezione dei Faraoni il 16 dicembre 2002 contro gli Emirati Arabi Uniti in amichevole, subentrando nella ripresa al posto di Hany Said. Nel 2003 ha preso parte ai Mondiali Under-20, disputati negli Emirati Arabi Uniti.
Prende parte alla Coppa d'Africa 2006, disputata in Egitto. Nel corso della manifestazione viene schierato in due occasioni, tra cui la finale vinta contro la Costa d'Avorio ai calci di rigore. Sotto la guida di Hassan Shehata, parteciperà anche alle due successive edizioni, vinte dagli egiziani. Nel 2012 prende parte alle Olimpiadi di Londra con la selezione olimpica.
Il 4 gennaio 2017 il CT Héctor Cúper lo inserisce nella lista dei 23 convocati che prenderanno parte alla Coppa d'Africa 2017. L'Egitto viene sconfitto in finale 2-1 dal Camerun.
Viene incluso dallo stesso Cúper nella lista dei 23 convocati per il Mondiale 2018, dov'è il capitano della squadra che mancava da 28 anni a un Mondiale. Nella seconda partita della selezione nordafricana contro la Russia padrona di casa (la prima era stata persa contro l'Uruguay per 1-0) si rende protagonista di un autogol che dà il provvisorio 1-0 ai russi, che vinceranno la sfida 3-1 eliminando l'Egitto dai Mondiali.

## Statistiche

### Presenze e reti nei club
Statistiche aggiornate al 3 novembre 2023.
| Stagione        | Squadra          | Campionato      | Campionato | Campionato | Coppe nazionali | Coppe nazionali | Coppe nazionali | Coppe continentali | Coppe continentali | Coppe continentali | Altre coppe | Altre coppe | Altre coppe | Totale | Totale |
| Stagione        | Squadra          | Comp            | Pres       | Reti       | Comp            | Pres            | Reti            | Comp               | Pres               | Reti               | Comp        | Pres        | Reti        | Pres   | Reti   |
| --------------- | ---------------- | --------------- | ---------- | ---------- | --------------- | --------------- | --------------- | ------------------ | ------------------ | ------------------ | ----------- | ----------- | ----------- | ------ | ------ |
| 2001-2002       | Ismaily          | PL              | 16         | 1          | CE              | 1               | 0               | CdC                | 2                  | 0                  | SA          | 1           | 0           | 20     | 1      |
| 2002-2003       | Ismaily          | PL              | 5          | 1          | CE              | 1               | 0               | CCL                | 12                 | 2                  | -           | -           | -           | 18     | 3      |
| 2003-2004       | Ismaily          | PL              | 14         | 4          | CE              | 0               | 0               | ACC+CC             | 12+2               | 0                  | -           | -           | -           | 28     | 4      |
| 2004-2005       | Ismaily          | PL              | 12         | 2          | CE              | 1               | 0               | ACC+CC             | 9+8                | 3+3                | -           | -           | -           | 30     | 6      |
| 2005-2006       | Ismaily          | PL              | 24         | 2          | CE              | 4               | 2               | -                  | -                  | -                  | -           | -           | -           | 28     | 2      |
| 2006-gen. 2007  | Ismaily          | PL              | 16         | 1          | CE              | 0               | 0               | ACC+CC             | 3+0                | 1                  | -           | -           | -           | 19     | 2      |
| Totale Ismaily  | Totale Ismaily   | Totale Ismaily  | 87         | 11         |                 | 7               | 2               |                    | 48                 | 9                  |             | 1           | 0           | 143    | 22     |
| gen.-giu. 2007  | Sheffield United | PL              | 3          | 0          | FACup+CdL       | -               | -               | -                  | -                  | -                  | -           | -           | -           | 3      | 0      |
| 2007-gen. 2008  | Kazma            | PL              | 21         | 1          | -               | -               | -               | -                  | -                  | -                  | -           | -           | -           | 21     | 1      |
| gen.-giu. 2008  | Al-Ahly          | PL              | 10         | 3          | CE              | 0               | 0               | CCL                | 1                  | 0                  | SE          | -           | -           | 11     | 3      |
| 2008-2009       | Al-Ahly          | PL              | 21+1       | 1          | CE              | 1               | 0               | CCL+CC             | 4+2                | 0                  | SE+SA+Cmc   | 0+1+2       | 0           | 32     | 1      |
| 2009-2010       | Al-Ahly          | PL              | 22         | 0          | CE              | 4               | 0               | CCL                | 10                 | 2                  | SE          | 1           | 0           | 37     | 2      |
| 2010-2011       | Al-Ahly          | PL              | 27         | 4          | CE              | 1               | 0               | CCL                | 9                  | 0                  | SE          | 0           | 0           | 37     | 4      |
| 2011-2012       | Al-Ahly          | PL              | 14         | 2          | -               | -               | -               | CCL                | 9                  | 0                  | -           | -           | -           | 23     | 2      |
| 2012-gen. 2013  | Al-Ahly          | PL              | -          | -          | CE              | 0               | 0               | CCL                | 0                  | 0                  | SE+SA+Cmc   | 1+0+3       | 0           | 4      | 0      |
| gen.-giu. 2013  | Hull City        | FLC             | 7          | 0          | FACup+CdL       | -               | -               | -                  | -                  | -                  | -           | -           | -           | 7      | 0      |
| 2013-2014       | Al-Ahly          | PL              | 12+3       | 2          | CE              | 1               | 0               | CCL+CCL+CC         | 9+4+3              | 1+0+0              | SA+Cmc      | 1+2         | 0           | 35     | 3      |
| 2014-2015       | Umm-Salal        | QSL             | 17         | 1          | EQC             | 2               | 0               | -                  | -                  | -                  | -           | -           | -           | 19     | 1      |
| 2015-2016       | Al-Ahly          | PL              | 29         | 2          | CE+CE           | 4+5             | 2+1             | CCL+CCL            | 4+10               | 0                  | SE          | 1           | 0           | 53     | 5      |
| 2016-2017       | Al-Ahly          | PL              | 27         | 1          | CE              | 2               | 1               | CCL                | 13                 | 0                  | SE          | 1           | 0           | 43     | 2      |
| 2017-2018       | Al-Ahly          | PL              | 24         | 1          | CE              | 1               | 0               | ACC+CCL            | 1+11               | 0+1                | SE          | 1           | 0           | 38     | 2      |
| 2018-2019       | Al-Ahly          | PL              | 15         | 0          | CE              | 0               | 0               | ACC+CCL            | 2+2                | 1+0                | SE          | 1           | 0           | 20     | 1      |
| 2019-2020       | Al-Ahly          | PL              | 19         | 0          | CE              | 2               | 0               | CCL                | 10                 | 1                  | SE          | 0           | 0           | 31     | 1      |
| Totale Al-Ahly  | Totale Al-Ahly   | Totale Al-Ahly  | 220+4      | 16         |                 | 21              | 4               |                    | 104                | 6                  |             | 15          | 0           | 364    | 26     |
| 2020-2021       | Pyramids         | PL              | 26         | 0          | CE              | 2               | 0               | CC                 | 12                 | 0                  | -           | -           | -           | 40     | 0      |
| 2021-2022       | Pyramids         | PL              | 14         | 0          | CE              | 2               | 0               | CC                 | 9                  | 0                  | -           | -           | -           | 25     | 0      |
| 2022-2023       | Pyramids         | PL              | 14         | 0          | CE              | 2               | 0               | CC                 | 3                  | 0                  | SE          | 0           | 0           | 19     | 0      |
| 2023-2024       | Pyramids         | PL              | 2          | 0          | CE              | 0               | 0               | CCL                | 0                  | 0                  | SE          | 0           | 0           | 2      | 0      |
| Totale Pyramids | Totale Pyramids  | Totale Pyramids | 56         | 0          |                 | 6               | 0               |                    | 24                 | 0                  |             | 0           | 0           | 86     | 0      |
| Totale carriera | Totale carriera  | Totale carriera | 415        | 29         |                 | 36              | 6               |                    | 176                | 15                 |             | 16          | 0           | 643    | 50     |

### Cronologia presenze e reti in nazionale
| Cronologia completa delle presenze e delle reti in nazionale ― Egitto | Cronologia completa delle presenze e delle reti in nazionale ― Egitto | Cronologia completa delle presenze e delle reti in nazionale ― Egitto | Cronologia completa delle presenze e delle reti in nazionale ― Egitto | Cronologia completa delle presenze e delle reti in nazionale ― Egitto | Cronologia completa delle presenze e delle reti in nazionale ― Egitto | Cronologia completa delle presenze e delle reti in nazionale ― Egitto | Cronologia completa delle presenze e delle reti in nazionale ― Egitto |
| Data                                                                  | Città                                                                 | In casa                                                               | Risultato                                                             | Ospiti                                                                | Competizione                                                          | Reti                                                                  | Note                                                                  |
| --------------------------------------------------------------------- | --------------------------------------------------------------------- | --------------------------------------------------------------------- | --------------------------------------------------------------------- | --------------------------------------------------------------------- | --------------------------------------------------------------------- | --------------------------------------------------------------------- | --------------------------------------------------------------------- |
| 16-12-2002                                                            | Abu Dhabi                                                             | Emirati Arabi Uniti                                                   | 1 – 2                                                                 | Egitto                                                                | Amichevole                                                            | -                                                                     | 46’                                                                   |
| 19-3-2003                                                             | Porto Said                                                            | Egitto                                                                | 6 – 0                                                                 | Qatar                                                                 | Amichevole                                                            | -                                                                     | 46’                                                                   |
| 30-4-2003                                                             | Saint-Denis                                                           | Francia                                                               | 5 – 0                                                                 | Egitto                                                                | Amichevole                                                            | -                                                                     |                                                                       |
| 20-6-2003                                                             | Porto Said                                                            | Egitto                                                                | 6 – 0                                                                 | Madagascar                                                            | Qual. Coppa d'Africa 2004                                             | -                                                                     | 66’                                                                   |
| 8-1-2004                                                              | Porto Said                                                            | Egitto                                                                | 5 – 1                                                                 | Ruanda                                                                | Amichevole                                                            | -                                                                     |                                                                       |
| 14-1-2004                                                             | Porto Said                                                            | Egitto                                                                | 2 – 2                                                                 | RD del Congo                                                          | Amichevole                                                            | -                                                                     | 46’                                                                   |
| 17-1-2004                                                             | Porto Said                                                            | Egitto                                                                | 1 – 1                                                                 | Burkina Faso                                                          | Amichevole                                                            | -                                                                     |                                                                       |
| 25-1-2004                                                             | Sfax                                                                  | Zimbabwe                                                              | 1 – 2                                                                 | Egitto                                                                | Coppa d'Africa 2004 - 1º turno                                        | -                                                                     | 71’                                                                   |
| 29-1-2004                                                             | Susa                                                                  | Algeria                                                               | 2 – 1                                                                 | Egitto                                                                | Coppa d'Africa 2004 - 1º turno                                        | -                                                                     |                                                                       |
| 3-2-2004                                                              | Monastir                                                              | Egitto                                                                | 0 – 0                                                                 | Camerun                                                               | Coppa d'Africa 2004 - 1º turno                                        | -                                                                     |                                                                       |
| 31-3-2004                                                             | Il Cairo                                                              | Egitto                                                                | 2 – 1                                                                 | Trinidad e Tobago                                                     | Amichevole                                                            | -                                                                     |                                                                       |
| 5-9-2004                                                              | Abidjan                                                               | Egitto                                                                | 3 – 2                                                                 | Camerun                                                               | Qual. Mondiali 2006                                                   | -                                                                     | 86’                                                                   |
| 8-10-2004                                                             | Tripoli                                                               | Libia                                                                 | 2 – 1                                                                 | Egitto                                                                | Qual. Mondiali 2006                                                   | -                                                                     | 46’                                                                   |
| 29-11-2004                                                            | Il Cairo                                                              | Egitto                                                                | 1 – 1                                                                 | Bulgaria                                                              | Amichevole                                                            | -                                                                     | 75’                                                                   |
| 4-2-2005                                                              | Seul                                                                  | Corea del Sud                                                         | 0 – 1                                                                 | Egitto                                                                | Amichevole                                                            | -                                                                     | 56’                                                                   |
| 9-2-2005                                                              | Il Cairo                                                              | Egitto                                                                | 4 – 0                                                                 | Belgio                                                                | Amichevole                                                            | -                                                                     |                                                                       |
| 14-3-2005                                                             | Dammam                                                                | Arabia Saudita                                                        | 0 – 1                                                                 | Egitto                                                                | Amichevole                                                            | -                                                                     |                                                                       |
| 27-3-2005                                                             | Il Cairo                                                              | Egitto                                                                | 4 – 1                                                                 | Libia                                                                 | Qual. Mondiali 2006                                                   | -                                                                     |                                                                       |
| 27-5-2005                                                             | Madinat al-Kuwait                                                     | Kuwait                                                                | 0 – 1                                                                 | Egitto                                                                | Amichevole                                                            | -                                                                     |                                                                       |
| 19-6-2005                                                             | Abidjan                                                               | Costa d'Avorio                                                        | 2 – 0                                                                 | Egitto                                                                | Qual. Mondiali 2006                                                   | -                                                                     | 49’                                                                   |
| 31-7-2005                                                             | Ginevra                                                               | Egitto                                                                | 0 – 0 dts (5 – 4 dtr)                                                 | Emirati Arabi Uniti                                                   | Amichevole                                                            | -                                                                     |                                                                       |
| 17-8-2005                                                             | Ponta Delgada                                                         | Portogallo                                                            | 2 – 0                                                                 | Egitto                                                                | Amichevole                                                            | -                                                                     |                                                                       |
| 4-9-2005                                                              | Il Cairo                                                              | Egitto                                                                | 4 – 1                                                                 | Benin                                                                 | Qual. Mondiali 2006                                                   | -                                                                     | 56’                                                                   |
| 8-10-2005                                                             | Yaoundé                                                               | Camerun                                                               | 1 – 1                                                                 | Egitto                                                                | Qual. Mondiali 2006                                                   | -                                                                     |                                                                       |
| 16-11-2005                                                            | Il Cairo                                                              | Egitto                                                                | 1 – 2                                                                 | Tunisia                                                               | Amichevole                                                            | -                                                                     | 53’                                                                   |
| 27-12-2005                                                            | Il Cairo                                                              | Egitto                                                                | 2 – 0                                                                 | Uganda                                                                | Amichevole                                                            | -                                                                     |                                                                       |
| 5-1-2006                                                              | Alessandria d'Egitto                                                  | Egitto                                                                | 2 – 0                                                                 | Zimbabwe                                                              | Amichevole                                                            | -                                                                     |                                                                       |
| 14-1-2006                                                             | Il Cairo                                                              | Egitto                                                                | 1 – 2                                                                 | Sudafrica                                                             | Amichevole                                                            | -                                                                     | 48’ 58’                                                               |
| 24-1-2006                                                             | Il Cairo                                                              | Egitto                                                                | 0 – 0                                                                 | Marocco                                                               | Coppa d'Africa 2006 - 1º turno                                        | -                                                                     | 49’                                                                   |
| 10-2-2006                                                             | Il Cairo                                                              | Egitto                                                                | 0 – 0 dts (4 – 2 dtr)                                                 | Costa d'Avorio                                                        | Coppa d'Africa 2006 - Finale                                          | -                                                                     | 21’                                                                   |
| 3-6-2006                                                              | Elche                                                                 | Spagna                                                                | 2 – 0                                                                 | Egitto                                                                | Amichevole                                                            | -                                                                     | 65’                                                                   |
| 16-8-2006                                                             | Alessandria d'Egitto                                                  | Egitto                                                                | 0 – 2                                                                 | Uruguay                                                               | Amichevole                                                            | -                                                                     |                                                                       |
| 2-9-2006                                                              | Il Cairo                                                              | Egitto                                                                | 4 – 1                                                                 | Burundi                                                               | Qual. Coppa d'Africa 2008                                             | -                                                                     |                                                                       |
| 7-10-2006                                                             | Gaborone                                                              | Botswana                                                              | 0 – 0                                                                 | Egitto                                                                | Qual. Coppa d'Africa 2008                                             | -                                                                     |                                                                       |
| 15-11-2006                                                            | Brentford                                                             | Egitto                                                                | 1 – 0                                                                 | Sudafrica                                                             | Amichevole                                                            | -                                                                     |                                                                       |
| 7-2-2007                                                              | Il Cairo                                                              | Egitto                                                                | 2 – 0                                                                 | Svezia                                                                | Amichevole                                                            | 1                                                                     |                                                                       |
| 25-3-2007                                                             | Il Cairo                                                              | Egitto                                                                | 3 – 0                                                                 | Mauritania                                                            | Qual. Coppa d'Africa 2008                                             | -                                                                     | 63’                                                                   |
| 3-6-2007                                                              | Nouakchott                                                            | Mauritania                                                            | 1 – 1                                                                 | Egitto                                                                | Qual. Coppa d'Africa 2008                                             | -                                                                     |                                                                       |
| 5-1-2008                                                              | Il Cairo                                                              | Egitto                                                                | 3 – 0                                                                 | Namibia                                                               | Amichevole                                                            | -                                                                     |                                                                       |
| 10-1-2008                                                             | Abu Dhabi                                                             | Egitto                                                                | 1 – 0                                                                 | Mali                                                                  | Amichevole                                                            | -                                                                     |                                                                       |
| 13-1-2008                                                             | Alverca do Ribatejo                                                   | Angola                                                                | 3 – 3                                                                 | Egitto                                                                | Amichevole                                                            | -                                                                     |                                                                       |
| 22-1-2008                                                             | Kumasi                                                                | Egitto                                                                | 4 – 2                                                                 | Camerun                                                               | Coppa d'Africa 2008 - 1º turno                                        | -                                                                     |                                                                       |
| 26-1-2008                                                             | Kumasi                                                                | Egitto                                                                | 3 – 0                                                                 | Sudan                                                                 | Coppa d'Africa 2008 - 1º turno                                        | -                                                                     |                                                                       |
| 30-1-2008                                                             | Tamale                                                                | Egitto                                                                | 1 – 1                                                                 | Zambia                                                                | Coppa d'Africa 2008 - 1º turno                                        | -                                                                     |                                                                       |
| 4-2-2008                                                              | Kumasi                                                                | Egitto                                                                | 2 – 1                                                                 | Angola                                                                | Coppa d'Africa 2008 - Quarti di finale                                | -                                                                     |                                                                       |
| 7-2-2008                                                              | Sekondi-Takoradi                                                      | Costa d'Avorio                                                        | 1 – 4                                                                 | Egitto                                                                | Coppa d'Africa 2008 - Semifinale                                      | 1                                                                     |                                                                       |
| 10-2-2008                                                             | Accra                                                                 | Camerun                                                               | 0 – 1                                                                 | Egitto                                                                | Coppa d'Africa 2008 - Finale                                          | -                                                                     |                                                                       |
| 26-3-2008                                                             | Il Cairo                                                              | Egitto                                                                | 0 – 2                                                                 | Argentina                                                             | Amichevole                                                            | -                                                                     |                                                                       |
| 23-1-2009                                                             | Il Cairo                                                              | Egitto                                                                | 1 – 0                                                                 | Kenya                                                                 | Amichevole                                                            | -                                                                     |                                                                       |
| 11-2-2009                                                             | Il Cairo                                                              | Egitto                                                                | 2 – 2                                                                 | Ghana                                                                 | Amichevole                                                            | -                                                                     |                                                                       |
| 29-3-2009                                                             | Il Cairo                                                              | Egitto                                                                | 1 – 1                                                                 | Zambia                                                                | Qual. Mondiali 2010                                                   | -                                                                     |                                                                       |
| 7-6-2009                                                              | Blida                                                                 | Algeria                                                               | 3 – 1                                                                 | Egitto                                                                | Qual. Mondiali 2010                                                   | -                                                                     |                                                                       |
| 15-6-2009                                                             | Bloemfontein                                                          | Brasile                                                               | 4 – 3                                                                 | Egitto                                                                | Conf. Cup 2009 - 1º turno                                             | -                                                                     |                                                                       |
| 18-6-2009                                                             | Johannesburg                                                          | Egitto                                                                | 1 – 0                                                                 | Italia                                                                | Conf. Cup 2009 - 1º turno                                             | -                                                                     | 80’                                                                   |
| 21-6-2009                                                             | Rustenburg                                                            | Egitto                                                                | 0 – 3                                                                 | Stati Uniti                                                           | Conf. Cup 2009 - 1º turno                                             | -                                                                     | 56’                                                                   |
| 12-8-2009                                                             | Il Cairo                                                              | Egitto                                                                | 3 – 3                                                                 | Guinea                                                                | Amichevole                                                            | -                                                                     |                                                                       |
| 5-9-2009                                                              | Kigali                                                                | Ruanda                                                                | 0 – 1                                                                 | Egitto                                                                | Qual. Mondiali 2010                                                   | -                                                                     | 60’                                                                   |
| 2-10-2009                                                             | Il Cairo                                                              | Egitto                                                                | 4 – 0                                                                 | Mauritius                                                             | Amichevole                                                            | -                                                                     | 46’                                                                   |
| 10-10-2009                                                            | Chililabombwe                                                         | Zambia                                                                | 0 – 1                                                                 | Egitto                                                                | Qual. Mondiali 2010                                                   | -                                                                     |                                                                       |
| 5-11-2009                                                             | Assuan                                                                | Egitto                                                                | 5 – 1                                                                 | Tanzania                                                              | Amichevole                                                            | -                                                                     |                                                                       |
| 14-11-2009                                                            | Il Cairo                                                              | Egitto                                                                | 2 – 0                                                                 | Algeria                                                               | Qual. Mondiali 2010                                                   | -                                                                     |                                                                       |
| 18-11-2009                                                            | Omdurman                                                              | Algeria                                                               | 1 – 0                                                                 | Egitto                                                                | Qual. Mondiali 2010                                                   | -                                                                     | 46’                                                                   |
| 29-12-2009                                                            | Il Cairo                                                              | Egitto                                                                | 1 – 1                                                                 | Malawi                                                                | Amichevole                                                            | -                                                                     | 68’                                                                   |
| 4-1-2010                                                              | Dubai                                                                 | Egitto                                                                | 1 – 0                                                                 | Mali                                                                  | Amichevole                                                            | -                                                                     |                                                                       |
| 12-1-2010                                                             | Benguela                                                              | Egitto                                                                | 3 – 1                                                                 | Nigeria                                                               | Coppa d'Africa 2010 - 1º turno                                        | -                                                                     |                                                                       |
| 16-1-2010                                                             | Benguela                                                              | Egitto                                                                | 2 – 0                                                                 | Mozambico                                                             | Coppa d'Africa 2010 - 1º turno                                        | -                                                                     |                                                                       |
| 25-1-2010                                                             | Benguela                                                              | Egitto                                                                | 3 – 1 dts                                                             | Camerun                                                               | Coppa d'Africa 2010 - Quarti di finale                                | -                                                                     |                                                                       |
| 28-1-2010                                                             | Benguela                                                              | Algeria                                                               | 0 – 4                                                                 | Egitto                                                                | Coppa d'Africa 2010 - Semifinale                                      | -                                                                     |                                                                       |
| 31-1-2010                                                             | Luanda                                                                | Ghana                                                                 | 0 – 1                                                                 | Egitto                                                                | Coppa d'Africa 2010 - Finale                                          | -                                                                     |                                                                       |
| 3-3-2010                                                              | Londra                                                                | Inghilterra                                                           | 3 – 1                                                                 | Egitto                                                                | Amichevole                                                            | -                                                                     | 67’                                                                   |
| 11-8-2010                                                             | Il Cairo                                                              | Egitto                                                                | 6 – 3                                                                 | RD del Congo                                                          | Amichevole                                                            | 1                                                                     |                                                                       |
| 5-9-2010                                                              | Il Cairo                                                              | Egitto                                                                | 1 – 1                                                                 | Sierra Leone                                                          | Qual. Coppa d'Africa 2012                                             | -                                                                     |                                                                       |
| 10-10-2010                                                            | Bangui                                                                | Niger                                                                 | 1 – 0                                                                 | Egitto                                                                | Qual. Coppa d'Africa 2012                                             | -                                                                     |                                                                       |
| 17-11-2010                                                            | Il Cairo                                                              | Egitto                                                                | 3 – 0                                                                 | Australia                                                             | Amichevole                                                            | -                                                                     |                                                                       |
| 16-12-2010                                                            | Doha                                                                  | Qatar                                                                 | 2 – 1                                                                 | Egitto                                                                | Amichevole                                                            | -                                                                     | 82’                                                                   |
| 5-1-2011                                                              | Il Cairo                                                              | Egitto                                                                | 5 – 1                                                                 | Tanzania                                                              | Amichevole                                                            | -                                                                     |                                                                       |
| 8-1-2011                                                              | Il Cairo                                                              | Egitto                                                                | 1 – 0                                                                 | Uganda                                                                | Amichevole                                                            | -                                                                     |                                                                       |
| 11-1-2011                                                             | Ismailia                                                              | Egitto                                                                | 3 – 0                                                                 | Burundi                                                               | Amichevole                                                            | -                                                                     | 34’                                                                   |
| 14-1-2011                                                             | Il Cairo                                                              | Egitto                                                                | 5 – 1                                                                 | Kenya                                                                 | Amichevole                                                            | -                                                                     |                                                                       |
| 17-1-2011                                                             | Il Cairo                                                              | Egitto                                                                | 3 – 1                                                                 | Uganda                                                                | Amichevole                                                            | -                                                                     | 46’                                                                   |
| 26-3-2011                                                             | Johannesburg                                                          | Sudafrica                                                             | 1 – 0                                                                 | Egitto                                                                | Qual. Coppa d'Africa 2012                                             | -                                                                     |                                                                       |
| 5-6-2011                                                              | Il Cairo                                                              | Egitto                                                                | 0 – 0                                                                 | Sudafrica                                                             | Qual. Coppa d'Africa 2012                                             | -                                                                     |                                                                       |
| 14-11-2011                                                            | Doha                                                                  | Brasile                                                               | 2 – 0                                                                 | Egitto                                                                | Amichevole                                                            | -                                                                     |                                                                       |
| 29-3-2012                                                             | Omdurman                                                              | Egitto                                                                | 2 – 1                                                                 | Uganda                                                                | Amichevole                                                            | -                                                                     |                                                                       |
| 22-5-2012                                                             | Omdurman                                                              | Egitto                                                                | 3 – 0                                                                 | Togo                                                                  | Amichevole                                                            | -                                                                     | 64’                                                                   |
| 10-6-2012                                                             | Conakry                                                               | Guinea                                                                | 2 – 3                                                                 | Egitto                                                                | Qual. Mondiali 2014                                                   | -                                                                     |                                                                       |
| 15-6-2012                                                             | Alessandria d'Egitto                                                  | Egitto                                                                | 2 – 3                                                                 | Rep. Centrafricana                                                    | Qual. Coppa d'Africa 2013                                             | -                                                                     | 46’                                                                   |
| 30-6-2012                                                             | Bangui                                                                | Rep. Centrafricana                                                    | 1 – 1                                                                 | Egitto                                                                | Qual. Coppa d'Africa 2013                                             | -                                                                     |                                                                       |
| 12-10-2012                                                            | Dubai                                                                 | Egitto                                                                | 3 – 0                                                                 | Rep. del Congo                                                        | Amichevole                                                            | -                                                                     | 64’                                                                   |
| 14-1-2013                                                             | Abu Dhabi                                                             | Costa d'Avorio                                                        | 4 – 2                                                                 | Egitto                                                                | Amichevole                                                            | -                                                                     |                                                                       |
| 6-2-2013                                                              | Madrid                                                                | Cile                                                                  | 2 – 1                                                                 | Egitto                                                                | Amichevole                                                            | -                                                                     | 65’                                                                   |
| 22-3-2013                                                             | Alessandria d'Egitto                                                  | Egitto                                                                | 10 – 0                                                                | eSwatini                                                              | Amichevole                                                            | -                                                                     | 46’                                                                   |
| 26-3-2013                                                             | Alessandria d'Egitto                                                  | Egitto                                                                | 2 – 1                                                                 | Zimbabwe                                                              | Qual. Mondiali 2014                                                   | -                                                                     | 46’                                                                   |
| 4-6-2013                                                              | Il Cairo                                                              | Egitto                                                                | 1 – 1                                                                 | Botswana                                                              | Amichevole                                                            | -                                                                     |                                                                       |
| 9-6-2013                                                              | Harare                                                                | Zimbabwe                                                              | 2 – 4                                                                 | Egitto                                                                | Qual. Mondiali 2014                                                   | -                                                                     |                                                                       |
| 16-6-2013                                                             | Maputo                                                                | Mozambico                                                             | 0 – 1                                                                 | Egitto                                                                | Qual. Mondiali 2014                                                   | -                                                                     |                                                                       |
| 14-8-2013                                                             | El Gouna                                                              | Egitto                                                                | 3 – 0                                                                 | Uganda                                                                | Amichevole                                                            | -                                                                     |                                                                       |
| 10-9-2013                                                             | El Gouna                                                              | Egitto                                                                | 4 – 2                                                                 | Guinea                                                                | Qual. Mondiali 2014                                                   | -                                                                     |                                                                       |
| 15-10-2013                                                            | Kumasi                                                                | Ghana                                                                 | 6 – 1                                                                 | Egitto                                                                | Qual. Mondiali 2014                                                   | -                                                                     |                                                                       |
| 19-11-2013                                                            | Il Cairo                                                              | Egitto                                                                | 2 – 1                                                                 | Ghana                                                                 | Qual. Mondiali 2014                                                   | -                                                                     | 56’                                                                   |
| 5-3-2014                                                              | Innsbruck                                                             | Bosnia ed Erzegovina                                                  | 0 – 2                                                                 | Egitto                                                                | Amichevole                                                            | -                                                                     |                                                                       |
| 30-5-2014                                                             | Santiago del Cile                                                     | Cile                                                                  | 3 – 2                                                                 | Egitto                                                                | Amichevole                                                            | -                                                                     | 72’ 85’                                                               |
| 30-8-2014                                                             | Assuan                                                                | Egitto                                                                | 1 – 0                                                                 | Kenya                                                                 | Amichevole                                                            | -                                                                     | 70’                                                                   |
| 5-9-2014                                                              | Dakar                                                                 | Senegal                                                               | 2 – 0                                                                 | Egitto                                                                | Qual. Coppa d'Africa 2015                                             | -                                                                     |                                                                       |
| 10-9-2014                                                             | Il Cairo                                                              | Egitto                                                                | 0 – 1                                                                 | Tunisia                                                               | Qual. Coppa d'Africa 2015                                             | -                                                                     | 74’                                                                   |
| 10-10-2014                                                            | Gaborone                                                              | Botswana                                                              | 0 – 2                                                                 | Egitto                                                                | Qual. Coppa d'Africa 2015                                             | -                                                                     | Cap.                                                                  |
| 15-10-2014                                                            | Il Cairo                                                              | Egitto                                                                | 2 – 0                                                                 | Botswana                                                              | Qual. Coppa d'Africa 2015                                             | -                                                                     | Cap.                                                                  |
| 15-11-2014                                                            | Il Cairo                                                              | Egitto                                                                | 0 – 1                                                                 | Senegal                                                               | Qual. Coppa d'Africa 2015                                             | -                                                                     |                                                                       |
| 19-11-2014                                                            | Monastir                                                              | Tunisia                                                               | 2 – 1                                                                 | Egitto                                                                | Qual. Coppa d'Africa 2015                                             | -                                                                     | 8’                                                                    |
| 8-6-2015                                                              | Alessandria d'Egitto                                                  | Egitto                                                                | 2 – 1                                                                 | Malawi                                                                | Amichevole                                                            | -                                                                     | Cap.                                                                  |
| 4-6-2016                                                              | Dar es Salaam                                                         | Tanzania                                                              | 0 – 2                                                                 | Egitto                                                                | Qual. Coppa d'Africa 2017                                             | -                                                                     |                                                                       |
| 30-8-2016                                                             | Alessandria d'Egitto                                                  | Egitto                                                                | 1 – 1                                                                 | Guinea                                                                | Amichevole                                                            | -                                                                     | 46’                                                                   |
| 6-9-2016                                                              | Johannesburg                                                          | Sudafrica                                                             | 1 – 0                                                                 | Egitto                                                                | Amichevole                                                            | -                                                                     | 78’                                                                   |
| 13-11-2016                                                            | Alessandria d'Egitto                                                  | Egitto                                                                | 2 – 0                                                                 | Ghana                                                                 | Qual. Mondiali 2018                                                   | -                                                                     |                                                                       |
| 8-1-2017                                                              | Il Cairo                                                              | Egitto                                                                | 1 – 0                                                                 | Tunisia                                                               | Amichevole                                                            | -                                                                     | Cap. 60’                                                              |
| 17-1-2017                                                             | Port-Gentil                                                           | Mali                                                                  | 0 – 0                                                                 | Egitto                                                                | Coppa d'Africa 2017 - 1º turno                                        | -                                                                     | Cap. 90+2’                                                            |
| 21-1-2017                                                             | Port-Gentil                                                           | Egitto                                                                | 1 – 0                                                                 | Uganda                                                                | Coppa d'Africa 2017 - 1º turno                                        | -                                                                     |                                                                       |
| 25-1-2017                                                             | Port-Gentil                                                           | Egitto                                                                | 1 – 0                                                                 | Ghana                                                                 | Coppa d'Africa 2017 - 1º turno                                        | -                                                                     |                                                                       |
| 29-1-2017                                                             | Port-Gentil                                                           | Egitto                                                                | 1 – 0                                                                 | Marocco                                                               | Coppa d'Africa 2017 - Quarti di finale                                | -                                                                     |                                                                       |
| 1-2-2017                                                              | Libreville                                                            | Burkina Faso                                                          | 1 – 1 dts (3 – 4 dtr)                                                 | Egitto                                                                | Coppa d'Africa 2017 - Semifinale                                      | -                                                                     | 40’                                                                   |
| 5-2-2017                                                              | Libreville                                                            | Egitto                                                                | 1 – 2                                                                 | Camerun                                                               | Coppa d'Africa 2017 - Finale                                          | -                                                                     |                                                                       |
| 11-6-2017                                                             | Radès                                                                 | Tunisia                                                               | 1 – 0                                                                 | Egitto                                                                | Qual. Coppa d'Africa 2019                                             | -                                                                     | Cap.                                                                  |
| 31-8-2017                                                             | Kampala                                                               | Uganda                                                                | 1 – 0                                                                 | Egitto                                                                | Qual. Mondiali 2018                                                   | -                                                                     |                                                                       |
| 5-9-2017                                                              | Alessandria d'Egitto                                                  | Egitto                                                                | 1 – 0                                                                 | Uganda                                                                | Qual. Mondiali 2018                                                   | -                                                                     |                                                                       |
| 8-10-2017                                                             | Alessandria d'Egitto                                                  | Egitto                                                                | 2 – 1                                                                 | Rep. del Congo                                                        | Qual. Mondiali 2018                                                   | -                                                                     |                                                                       |
| 23-3-2018                                                             | Zurigo                                                                | Portogallo                                                            | 2 – 1                                                                 | Egitto                                                                | Amichevole                                                            | -                                                                     | Cap. 54’                                                              |
| 1-6-2018                                                              | Bergamo                                                               | Egitto                                                                | 0 – 0                                                                 | Colombia                                                              | Amichevole                                                            | -                                                                     | Cap.                                                                  |
| 6-6-2018                                                              | Bruxelles                                                             | Belgio                                                                | 3 – 0                                                                 | Egitto                                                                | Amichevole                                                            | -                                                                     | 8’ 71’                                                                |
| 15-6-2018                                                             | Ekaterinburg                                                          | Egitto                                                                | 0 – 1                                                                 | Uruguay                                                               | Mondiali 2018 - 1º turno                                              | -                                                                     | Cap.                                                                  |
| 19-6-2018                                                             | San Pietroburgo                                                       | Russia                                                                | 3 – 1                                                                 | Egitto                                                                | Mondiali 2018 - 1º turno                                              | -                                                                     | Cap.                                                                  |
| 25-6-2018                                                             | Volgograd                                                             | Arabia Saudita                                                        | 2 – 1                                                                 | Egitto                                                                | Mondiali 2018 - 1º turno                                              | -                                                                     | 86’                                                                   |
| 13-10-2019                                                            | Alessandria d'Egitto                                                  | Egitto                                                                | 1 – 0                                                                 | Botswana                                                              | Amichevole                                                            | -                                                                     | Cap.                                                                  |
| 7-11-2019                                                             | Alessandria d'Egitto                                                  | Egitto                                                                | 1 – 0                                                                 | Liberia                                                               | Amichevole                                                            | -                                                                     | Cap. 59’                                                              |
| 14-11-2019                                                            | Alessandria d'Egitto                                                  | Egitto                                                                | 1 – 1                                                                 | Kenya                                                                 | Qual. Coppa d'Africa 2021                                             | -                                                                     | Cap.                                                                  |
| 8-10-2021                                                             | Alessandria d'Egitto                                                  | Egitto                                                                | 1 – 0                                                                 | Libia                                                                 | Qual. Mondiali 2022                                                   | -                                                                     | 90+2’                                                                 |
| 16-11-2021                                                            | Alessandria d'Egitto                                                  | Egitto                                                                | 2 – 1                                                                 | Gabon                                                                 | Qual. Mondiali 2022                                                   | -                                                                     | Cap.                                                                  |
| Totale                                                                |                                                                       | Presenze (4º posto)                                                   | 136                                                                   |                                                                       | Reti                                                                  | 3                                                                     |                                                                       |

## Palmarès

### Club

#### Competizioni nazionali
- Campionato egiziano: 11

Ismaily: 2001-2002
Al-Ahly: 2007-2008, 2008-2009, 2009-2010, 2010-2011, 2013-2014, 2015-2016, 2016-2017, 2017-2018, 2018-2019, 2019-2020
- Supercoppa d'Egitto: 6

Al-Ahly: 2008, 2010, 2012, 2015, 2017, 2018
- Coppa d'Egitto: 2

Al-Ahly: 2016-2017
Pyramids: 2023-2024

#### Competizioni internazionali
- CAF Champions League: 3

Al-Ahly: 2008, 2012, 2013
- Supercoppa CAF: 2

Al-Ahly: 2009, 2014

### Nazionale
- Coppa delle Nazioni Africane Under-20: 1

Burkina Faso 2003
- Coppa d'Africa: 3

Egitto 2006, Ghana 2008, Angola 2010

### Individuale
- CAF Starting XI della Coppa d'Africa: 1

2010
- Egyptian Premier League Team of the Year: 1[34]

2016-2017
- Squadra maschile CAF del decennio 2011-2020 IFFHS: 1

2020